# Allan Quatermain i Świątynia Czaszek
Allan Quatermain i Świątynia Czaszek (ang. Allan Quatermain and the Temple of Skulls) – amerykański film akcji z 2008 roku wyreżyserowany przez Marka Atkinsa. Wyprodukowana przez The Asylum. Film bazowany jest na podstawie powieści angielskiego pisarza Henry'ego Ridera Haggarda Kopalnie króla Salomona i jest to mockbuster filmu Indiana Jones i Królestwo Kryształowej Czaszki.
Premiera filmu miała miejsce 29 kwietnia 2008 roku w Stanach Zjednoczonych.

## Opis fabuły
Podróżnik Allan Quatermain (Sean Michael) staje na czele amerykańsko-brytyjskiej ekspedycji, której celem jest odnalezienie legendarnego skarbu ukrytego w sercu Afryki. Ekipa musi stawić czoło tubylcom i wyprzedzić członków konkurencyjnej wyprawy.

## Obsada
Źródło: Filmweb
- Christopher Adamson jako Hartford
- Natalie Stone jako Lady Anna
- Daniel Bonjour jako Sir Henry
- Wittly Jourdan jako Umbopa
- Henry Brown jako inżynier
- Nick Everhart jako Neville Heresford
- Kende Gamede jako Mhambi
- Sean Michael jako Allan Quatermain

i inni.